# 基座 (紋章學)
在紋章學中，基座（compartment）是指盾牌以下的部分，通常是岩石或植被覆蓋的山地作為材質。基座在15世紀時開始使用，在紋章中是歷史較短的元素。最先使用基座的紋章出現在1412年的歐洲大陸。在英國則最早出現於1434年。